# Калайдович, Фёдор Дмитриевич
Фёдор Дмитриевич Калайдович (1742—1819) — русский врач-гигиенист. Отец Константина, Ивана и Петра Калайдовичей.

## Биография
Родился в 1742 году. Родился в семье хорватского переселенца из Далмации, ставшего киевским мещанином. Учился в Черниговской училищной коллегии.
В 1773 году поступил учеником в Петербургский Генеральный сухопутный госпиталь, откуда через год был выпущен подлекарем и в 1775 году был назначен в полевой госпиталь крепости Св. Димитрия Ростовского.
С 1777 года служил лекарем в Ельце, где у него родились сыновья Константин и Иван. В 1800 году переехал в Москву, где стал врачом университетского благородного пансиона.
В 1812 году, при оставлении Москвы, уехал в Казань, где по прошению был определён адъюнктом по медицине в Казанский университет; читал лекции по гигиене и напечатал пособие «О сохранении здравия, или Краткие правила гигиены» (Казань, 1813). Осенью 1813 года вернулся в Москву на прежнюю службу.
Умер в Москве 15 (27) марта 1819 года.